# Lee Seung-gi (football)
Dans ce nom coréen, le nom de famille, Lee, précède le nom personnel.
Cet article concerne le footballeur sud-coréen. Pour le chanteur sud-coréen, voir Lee Seung-gi.
Lee Seung-gi (en coréen : 이승기), né le 2 juin 1988 à Gwangju en Corée du Sud, est un footballeur international sud-coréen, qui évolue au poste de milieu de terrain. Il joue actuellement dans le club du Jeonbuk Hyundai Motors.

## Biographie

### Carrière en club
Le 26 février 2014, il inscrit avec le club de Jeonbuk Hyundai Motors, un doublé en Ligue des champions de l'AFC, contre l'équipe japonaise du Yokohama F. Marinos.

### Carrière internationale
En novembre 2011, il est convoqué pour la première fois en équipe de Corée du Sud par le sélectionneur national Cho Kwang-rae, pour des matchs des éliminatoires de la Coupe du monde de 2014 contre les Émirats arabes unis et le Liban.
Il fait ses débuts internationaux en 2011. Le 11 novembre 2011, il honore sa première sélection contre les Émirats arabes unis. Lors de ce match, Lee Seung-gi entre à la 65e minute de la rencontre, à la place de Hong Chul. La rencontre se solde par une victoire de 2-0 des sud-coréens. 
Puis, en 2013, il participe à la Coupe d'Asie de l'Est de 2013. Il dispute trois rencontres lors de ce tournoi.

## Palmarès

### En club
- Avec le  Jeonbuk Hyundai Motors
  - Champion de Corée du Sud en 2014 et 2017

- Avec le  Sangju Sangmu
  - Champion de Corée du Sud de D2 en 2015

### Distinctions personnelles
- Jeune joueur de l'année de la K League en 2011
- Meilleur passeur de la K League en 2014 avec 10 passes décisives
- Nommé dans l'équipe type de la K League en 2014 et 2017
- Nommé dans l'équipe type de la K League 2 en 2015

## Statistiques
| Saison                | Club                   | Championnat           | Championnat | Championnat | Coupe(s) nationale(s) | Coupe(s) nationale(s) | Compétition(s) continentale(s) | Compétition(s) continentale(s) | Compétition(s) continentale(s) | Corée du Sud | Corée du Sud | Total | Total |
| Saison                | Club                   | Division              | M.          | B.          | M.                    | B.                    | Comp.                          | M.                             | B.                             | M.           | B.           | M.    | B.    |
| 2011                  | Gwangju FC             | K League              | 25          | 8           | 2                     | 0                     | -                              | -                              | -                              | 2            | 0            | 29    | 8     |
| 2012                  | Gwangju FC             | K League              | 40          | 4           | -                     | -                     | -                              | -                              | -                              | 2            | 0            | 42    | 4     |
| Sous-total            | Sous-total             | Sous-total            | 65          | 12          | 2                     | 0                     | -                              | 0                              | 0                              | 4            | 0            | 71    | 12    |
| 2013                  | Jeonbuk Hyundai Motors | K League              | 21          | 5           | 2                     | 1                     | LCA                            | 7                              | 1                              | 5            | 0            | 35    | 7     |
| 2014                  | Jeonbuk Hyundai Motors | K League              | 26          | 5           | 2                     | 0                     | LCA                            | 7                              | 2                              | 3            | 0            | 38    | 7     |
| 2016                  | Jeonbuk Hyundai Motors | K League              | 4           | 0           | -                     | -                     | -                              | -                              | -                              | -            | -            | 4     | 0     |
| 2017                  | Jeonbuk Hyundai Motors | K League              | 31          | 9           | -                     | -                     | -                              | -                              | -                              | -            | -            | 31    | 9     |
| 2018                  | Jeonbuk Hyundai Motors | K League              | 12          | 1           | -                     | -                     | LCA                            | 8                              | 1                              | 3            | 0            | 23    | 2     |
| Sous-total            | Sous-total             | Sous-total            | 94          | 20          | 4                     | 1                     | -                              | 22                             | 4                              | 11           | 0            | 131   | 25    |
| 2015                  | Sangju Sangmu (prêt)   | K League Challenge    | 22          | 5           | -                     | -                     | -                              | -                              | -                              | -            | -            | 22    | 5     |
| 2016                  | Sangju Sangmu (prêt)   | K League              | 15          | 1           | -                     | -                     | -                              | -                              | -                              | -            | -            | 15    | 1     |
| Sous-total            | Sous-total             | Sous-total            | 37          | 6           | 0                     | 0                     | -                              | 0                              | 0                              | 0            | 0            | 37    | 6     |
| Total sur la carrière | Total sur la carrière  | Total sur la carrière | 196         | 38          | 6                     | 1                     | -                              | 22                             | 4                              | 15           | 0            | 239   | 43    |